# Sara Crowe
Sara Crowe (* 22. März 1966 in Irvine, Ayrshire) ist eine schottische Bühnen- und Filmschauspielerin, die hauptsächlich Comedy-Rollen spielt.

## Leben und Karriere

### Karriere
Nachdem Sara Crowe begonnen hatte, Bühnen- und Filmrollen zu spielen, bekam sie eine Rolle in Mach’s nochmal Columbus und der Komödie Vier Hochzeiten und ein Todesfall. Zu ihren Auftritten im „West End“ zählen unter anderem Private Lives, Twelfth Night und Hay Fever. Crowe spielt regelmäßig im Tournee-Stück Seven Deadly Sins – Four Deadly Sinners. 1990 erhielt sie den Critics’ Circle Theatre Award als Vielversprechendster Newcomer. Außerdem gewann sie 1991 den Laurence Olivier Award for Best Actress in a Supporting Role.
In den 1990er erlangte sie durch eine Reihe von Fernsehwerbespots für „Philadelphia-Frischkäse-Aufstrich“ Bekanntheit, in denen sie eine schüchterne blonde Sekretärin spielte, die mit Ann Byrson befreundet ist. Mit Byrson gründete Crowe außerdem das Comedy-Suo „Flaming Hamsters“ und spielte mit ihr zusammen in dem Film The Stea (1995) und der Sitcom Sometime, Never (1996).
Crowe spielte unter anderem in der Spielfilmversion von Tony Hawks’ Bestseller Round Ireland With a Fridge (2010) und der Fernsehserie Ben & Hollys kleines Königreich (2009–2013) mit.

### Schreiben
Im April des Jahres 2014 veröffentlichte Crowe ihren ersten Roman Campari For Breakfast bei Doubleday. Bei demselben Verlag veröffentlichte sie 2016 Martini Henry.

### Privatleben
Von Juli 1992 bis 1998 war sie mit Toby Dale, dem Sohn von Jim Dale, verheiratet. Seit 2003 ist sie mit Sean Carson, dem Onkel des Komikers Frank Carson, verheiratet.

## Filmografie (Auswahl)
- 1986–1987: Now, Something Else (Fernsehserie, 12 Folgen)
- 1987: Boogie Outlaws (Miniserie, 2 Folgen)
- 1988: Square Deal (Fernsehserie, Folge 1x07)
- 1990: Haggard (Fernsehserie, 5 Folgen)
- 1990: KYTV (Fernsehserie, Folge 1x06)
- 1991: Roy’s Riders (Fernsehserie, 6 Folgen)
- 1992: The Good Guys (Fernsehserie, Folge 1x07)
- 1992: Mach’s nochmal, Columbus (Carry On Columbus)
- 1994: Scarlett (Fernsehserie, Folge 1x01)
- 1994: Vier Hochzeiten und ein Todesfall
- 1995–1996: Sometime, Never (Fernsehserie, 8 Folgen)
- 1997: Caught in the Act (Video)
- 2001: Big Meg, Little Meg (Fernsehserie, 7 Folgen)
- 2005: The Green Green Grass (Fernsehserie, Folge 1x07)
- 2006: Mayo (Fernsehserie, Folge 1x06)
- 2009–2013: Ben & Hollys kleines Königreich (Fernsehserie, 50 Folgen)
- 2010: Round Ireland With a Fridge
- 2013: EastEnders (Fernsehserie, 2 Folgen)
- 2017: Inspector Barnaby  (Fernsehserie, Folge 19x04)
- 2019: One Red Nose Day and a Wedding (Fernsehkurzfilm)
- 2019: Martin's Close (Fernsehfilm)
- 2021: A Splinter of Ice
- 2021: Adventurous
- 2021: Going the Distance (Fernsehfilm)